# Rio Ghereş
O Rio Ghereş é um rio da Romênia, afluente do Jieţ, localizado no distrito de Hunedoara.